# Пјацоло (Бергамо)
Пјацоло (итал. Piazzolo) је насеље у Италији у округу Бергамо, региону Ломбардија.
Према процени из 2011. у насељу је живело 144 становника. Насеље се налази на надморској висини од 711 м.

## Становништво
| 1931. | 1936. | 1951. | 1961. | 1971. | 1981. | 1991. | 2001. | 2011. |
| ----- | ----- | ----- | ----- | ----- | ----- | ----- | ----- | ----- |
| 273   | 215   | 236   | 190   | 151   | 129   | 111   | 99    | 84    |